# 克斯特拉赫
克斯特拉赫（法語：Kœstlach，法語發音：[kœstlax] ⓘ）是法国上莱茵省的一个市镇，属于阿尔特基什区。 

## 地理
克斯特拉赫（47°30'22"N, 7°16'16"E）面积8.23 平方千米，位于法国大東部大區上莱茵省，该省份为法国东部内陆省份，是阿尔萨斯的一部分，今与下莱茵省组成了阿尔萨斯欧洲集体，其北临下莱茵省，西接孚日省，西南接贝尔福地区省，东侧沿莱茵河与德国相望，南与瑞士接壤。
与克斯特拉赫接壤的市镇（或旧市镇、城区）包括：费尔德巴克、里耶斯帕克、旧费雷特、本多夫、默尔纳克。
克斯特拉赫的时区为UTC+01:00、UTC+02:00（夏令时）。

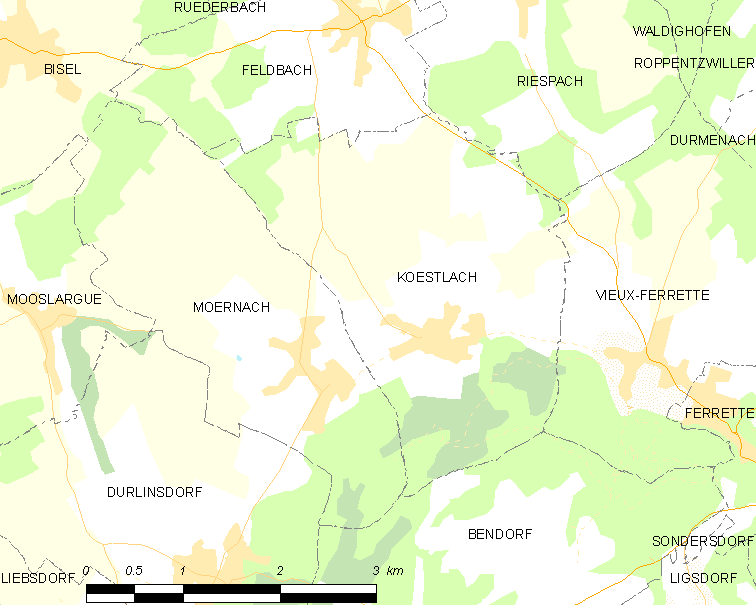
克斯特拉赫的OSM定位图

## 行政
克斯特拉赫的邮政编码为68480，INSEE市镇编码为68169。

## 政治
克斯特拉赫所属的省级选区为阿尔特基什县。

## 人口

1962-2008年间克斯特拉赫人口变化图示

克斯特拉赫于2022年1月1日时的人口数量为499人。